# Symposiachrus
A Symposiachrus a madarak osztályának verébalakúak (Passeriformes) rendjébe és a császárlégykapó-félék (Monarchidae) családjába tartozó nem.

## Rendszerezésük
A nemet Charles Lucien Jules Laurent Bonaparte francia ornitológus írta le 1854-ben, az alábbi fajok tartoznak ide:
- Symposiachrus rubiensis[1] vagy Monarcha rubiensis[2]
- Symposiachrus axillaris
- Symposiachrus manadensis
- Symposiachrus menckei
- Symposiachrus verticalis
- Symposiachrus everetti
- álarcos császárlégykapó (Symposiachrus trivirgatus)
- Symposiachrus bimaculatus[2]
- pettyesszárnyú császárlégykapó (Symposiachrus guttula)
- Symposiachrus boanensis
- Symposiachrus leucurus
- Symposiachrus infelix
- Symposiachrus mundus
- Symposiachrus loricatus
- Symposiachrus julianae
- biaki császárlégykapó (Symposiachrus brehmii)
- Symposiachrus barbatus
- Symposiachrus malaitae[1] vagy Symposiachrus barbatus malaitae[2]
- Symposiachrus browni
- Symposiachrus vidua
- Symposiachrus sacerdotum